# Gisela Tuchtenhagen

Gisela Tuchtenhagen (2023)

Gisela Tuchtenhagen (* 31. Oktober 1943 in Köslin) ist eine deutsche Kamerafrau, Filmeditorin und Filmregisseurin.

## Leben
Gisela Tuchtenhagen war das fünfte Kind des Fuchsfarm- und Ziegeleibesitzers Gustav Tuchtenhagen und seiner Frau Gerda, geborene Toeplitz. 1944 gelangte sie durch die Flucht mit der Familie nach Schleswig-Holstein. 1959 machte sich die 15-Jährige auf den Weg nach Paris, wo sie bis 1963 lebte und erste Kontakte zu Filmschaffenden herstellte.
Von 1966 bis 1968 absolvierte sie an der Lette-Schule in Berlin eine Fotografenlehre und schloss mit dem Gesellenbrief ab.
1968 begann sie ihr Studium an der Deutschen Film- und Fernsehakademie Berlin (DFFB) und schloss es 1971 mit dem Dokumentarfilm Was ich von Maria weiß ab, dem Porträt eines spanischen Mädchens in Deutschland. Auch danach arbeitete sie bis 1979 als Kamerafrau, Co-Autorin und Filmeditorin weiter mit Klaus Wildenhahn. Besonderes Aufsehen erregte 1976 der Fünfteiler Emden geht nach USA über ein von der Schließung bedrohtes VW-Werk.
Von 1978 bis 1980 nahm Tuchtenhagen Lehraufträge für Dokumentarfilm an der DFFB und an der Hochschule für bildende Künste Hamburg wahr. Von 1980 bis 1983 ließ sie sich  zur Krankenschwester ausbilden.
Von 1984 bis 1986 drehte sie für den NDR den fünfteiligen Zyklus Heimkinder über sieben Jugendliche des Johannes-Petersen-Heimes in Hamburg. 1998 war sie Gründungsmitglied der Filmwerkstatt „Dokumentarisch Arbeiten e. V.“. Seit 1999 ist sie Mitglied der Akademie der Künste Berlin, Sektion Film- und Medienkunst, seit 2000 Gastprofessor an der Fachhochschule Dortmund.
Tuchtenhagen war von 1983 bis 1992 mit einem ZDF-Bildtechniker verheiratet. 1986 adoptierten sie zwei Brüder.

## Filmografie
- 1971: Macht die Pille frei? (Kamera)
- 1971: Der Hamburger Aufstand Oktober 1923 (Drei Teile; Co-Kamera, Schnitt)
- 1972: Harburg bis Ostern (Schnitt)
- 1972: Was ich von Maria weiß (Regie, Kamera, Schnitt)
- 1974: 5 Bemerkungen zum Dokumentarfilm (Regie, Kamera)
- 1975: Die Liebe zum Land (Schnitt)
- 1975: Der Mann mit der roten Nelke (Kamera, Schnitt)
- 1976: Im Norden das Meer, im Westen der Fluß, im Süden das Moor, im Osten Vorurteile (Kamera)
- 1976: Emden geht nach USA (4 Teile; Kamera)
- 1978: Lütte Lüüd üm Grootnemarkt (Regie, Kamera)
- 1980: Der Nachwelt eine Botschaft – Ein Arbeiterdichter (Kamera)
- 1981: Zwischen Anpassung und Widerstand (Kamera)
- 1982: Was wissen wir schon von denen (Kamera)
- 1983: Nochmal zurück und dann weiter (Regie, Kamera)
- 1984: Die alltägliche Gewalt gegen Frauen (Kamera)
- 1984–86: Heimkinder (5 Teile; Regie, Kamera)
- 1988: Lernen können ja alle Leute (4 Teile; Kamera)
- 1990: Lynx – Endschaft (Kamera)
- 1991: Komm, tanz mit mir (Kamera)
- 1991: Da sein (Kamera)
- 1991: Eroberung der Leere (Kamera)
- 1992: Freier Fall Johanna K. (Kamera)
- 1994: Ekmek Parasi – Geld fürs Brot (Kamera, Schnitt)
- 1995: Virginia Grütter – Más fuerte que el Dolor – stärker als der Schmerz (Schnitt)
- 1997: „Wie habt ihr das alle geschafft?“ – Geburt im Sommer (Kamera)
- 1998: Siegfried, mein schizophrener Bruder (Kamera)
- 1999: Ein anderes Land. Sieben Geschichten nach der Wende (Kamera)
- 2000: Ein kleiner Film für Bonn (Kamera)
- 2002: Mein kleines Kind (Kamera)
- 2002: Hansa-Theater – Varieté (Kamera, Drehbuch, Regie, Produktion)
- 2003: Donnerstag Nachmittag Treffpunkt INSEL (Regie, Kamera, Ton, Schnitt, Produktion)
- 2006: Der Wirt, die Kneipe und das Fest (Kamera, Produktion, Regie zusammen mit Margot Neubert-Maric)
- 2005–2007: Bilder, die bleiben (Co-Regie, Kamera, Schnitt)
- 2008–2011: BINGO – toletzt entscheed jümmers dat Glück (Kamera, Regie zusammen mit Margot Neubert-Maric)
- 2013–2015: Utbüxen kann keeneen (Weglaufen kann keiner) (Kamera, Regie zusammen mit Margot Neubert-Maric)

## Auszeichnungen
- 1971: Sonderpreis beim Filmfestival Mannheim für Der Hamburger Aufstand Oktober 1923 als bester Fernsehfilm
- 1976: Adolf-Grimme-Preis mit Gold für Emden geht nach USA, 1. Teil (zusammen mit Klaus Wildenhahn)
- 1986: Adolf-Grimme-Preis mit Silber für Heimkinder 1. Teil
- 1986: Preis der Filmjournalisten für Heimkinder 1. und 2. Teil